# 低药兰
低藥蘭（學名：Chamaeanthus wenzelii）为蘭科低藥蘭屬下的一個種。